# Torre Pellice
Torre Pellice is een gemeente in de Italiaanse provincie Turijn (regio Piëmont) en telt 4636 inwoners (31-12-2004). De oppervlakte bedraagt 21,2 km², de bevolkingsdichtheid is 219 inwoners per km². De stad is vooral bekend als vergaderplaats van de jaarlijkse synode der waldenzen.

## Demografie
Torre Pellice telt ongeveer 2301 huishoudens. Het aantal inwoners daalde in de periode 1991-2001 met 0,7% volgens cijfers uit de tienjaarlijkse volkstellingen van ISTAT.
| Jaar | Inwoneraantal |
| ---- | ------------- |
| 1991 | 4601          |
| 2001 | 4570          |

## Geografie
De gemeente ligt op ongeveer 516 m boven zeeniveau.
Torre Pellice grenst aan de volgende gemeenten: Angrogna, Villar Pellice, Luserna San Giovanni, Rorà.
1. ↑  https://demo.istat.it/?l=it.